# Blumörsche Ziegeleibahn
| Blumörsche Ziegeleibahn                        | Blumörsche Ziegeleibahn |
| ---------------------------------------------- | ----------------------- |
| Erhaltene Schienen am Fasanerieweg in Hainburg |                         |
| Spurweite:                                     | 600 mm (Schmalspur)     |
|                                                |                         |

Die Blumörsche Ziegeleibahn ist eine ehemalige, in Teilen noch erhaltene Feldbahn bei Hainburg im Landkreis Offenbach in Hessen.
Am Ortsrand des heutigen Hainburger Ortsteils Hainstadt befanden sich mehrere Ziegeleien, von denen Feldbahnen in die Tongruben des benachbarten Waldgebiets beim Wildpark Alte Fasanerie und zu Verladestellen am Bahnhof Hainburg-Hainstadt (Odenwaldbahn) und am Main führten. Von vielen dieser Feldbahnen existieren keine Spuren mehr, von jener der Ziegelei Franz Blumör existieren noch Teile der Strecke und des Fahrzeugparks. Eine private Interessengemeinschaft bemüht sich um deren Erhalt.

## Lokomotiven
Auf der Bahnstrecke waren folgende zweiachsige Lokomotiven im Betrieb oder museal vorhanden::
- Deutz Fabriknr. 13899/1935
- Gmeinder Fabriknr. 1810/1937
- Gmeinder Fabriknr. 1816/1937
- Gmeinder Fabriknr. 2044/1937, vorher bei Ziegelei Heuser, Hainburg-Hainstadt
- Gmeinder Fabriknr. 2254/1938
- Gmeinder Fabriknr. 2330/1938
- Gmeinder Fabriknr. 4485/1953, vorher bei Erich Koy Feldbahnen, Frankfurt am Main
- Gmeinder Fabriknr. 4741/1955, vorher bei Ziegelei Heuser, Hainburg-Hainstadt
- Jung Fabriknr. 7361/1937
- O&K Fabriknr. 26278/1965, vorher bei Klinker- und Ziegelwerk F. Wenzel KG, Hainburg-Hainstadt
- Kröhnke Fabriknr. 348/1970, vorher bei Puls & Bauer Baumaschinen, Hamburg
- Schöma Fabriknr. 1073/1949, vorher bei Torfwerk Weener, Esterwegen
- LKM Fabriknr. 260014/1958, Typ Ns1b, vorher bei VEB Baustoffwerke Geithain, Ziegelwerk Püschau-Lübschütz und Frankfurter Feldbahnmuseum